# Трокани (Горж)
Трокани (рум. Trocani) насеље је у Румунији у округу Горж у општини Данешти. Oпштина се налази на надморској висини од 297 m.

## Становништво
Према подацима из 2002. године у насељу је живело 244 становника, од којих су сви румунске националности.